# Sonda (stacja kolejowa)
Sonda – stacja kolejowa w miejscowości Sonda, w prowincji Virumaa Wschodnia, w Estonii. Położona jest na linii Tallinn - Narwa. 

## Historia
Stacja powstała w czasach carskich na Kolei Bałtyckiej. Nosiła wówczas tę samą nazwę (ros. Сонда).
Dawniej była stacją węzłową z linią do Aseri oraz stacją początkową kolejki wąskotorowej do Mustvee.

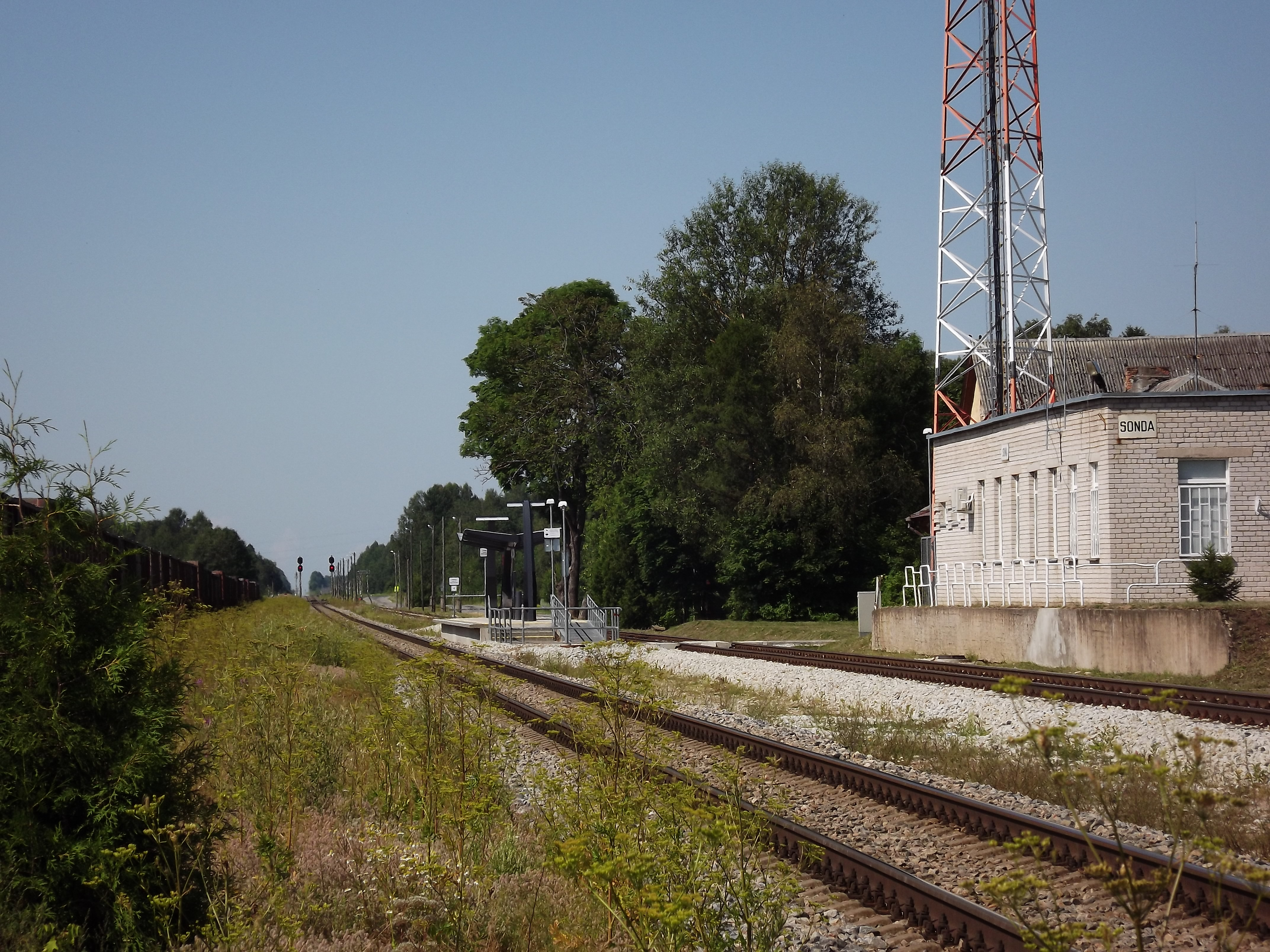
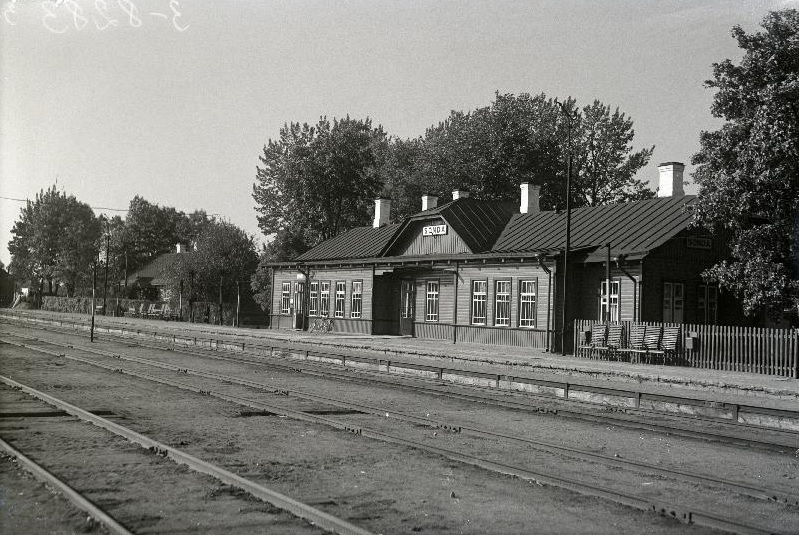
stacja w latach 30. XX w.